# Felipe Seymour
Felipe Ignacio Seymour Dobud (Santiago del Cile, 23 luglio 1987) è un calciatore cileno, centrocampista dell'O'Higgins.
È soprannominato El Walala, personaggio di una serie di animazione cilena.

## Biografia
Felipe è cileno di nascita, ma di origini genovesi: nella città della Lanterna ha ancora parenti viventi, e passaporto italiano. Nasce in una famiglia di profonde tradizioni militari: il padre Fernando Seymour Scarabello, grazie al quale ha ottenuto il passaporto italiano, era nell'aviazione ed il nonno materno, Iván Dobud, era un generale. Iniziò l'attività calcistica a livello professionistico a 17 anni, quando il padre gli mise davanti l'ultimatum «calcio o studio» al momento del suo esordio nelle giovanili dell'Universidad. Quando nel giugno 2011 viene ingaggiato dal Genoa il padre commenta: «Justamente la ciudad de donde vienen mis parientes», ovvero «proprio la città da dove vengono i miei parenti».

## Carriera

### Club

#### Inizi
Seymour ha iniziato la sua carriera calcistica nelle giovanili del San Ignacio.
Venne alla ribalta del pubblico quando, in uno show televisivo cileno, chiamato "Adidas Selection Team", una selezione dove erano in mostra i migliori talenti delle squadre giovanili provenienti da diversi club professionistici che giocava un torneo nella zona metropolitana di Santiago del Cile riuscendo a battere tutte le scuole tranne l'ultima, cioè proprio il San Ignacio, Felipe si dimostrò come il migliore in campo, segnando anche cinque gol. Subito dopo la partita l'Adidas Selection Team lo prese per integrarlo tra i suoi ranghi; Seymour fu l'unico giocatore aggiunto in un secondo tempo alla selezione, per meriti acquisiti sul campo.
Nel 2004 ha iniziato la sua carriera professionistica nella squadra giovanile del Universidad de Chile a 17 anni.

#### Universidad de Chile
Debuttò con l'Universidad de Chile alla fine del 2006 contro il Palestino.
Sotto la direzione di Arturo Salah, Seymour rimane in panchina per la maggior parte della stagione. Il 21 ottobre è stato impiegato nel Superclásico contro il Colo-Colo. Nel 2008 è nuovamente una riserva. Nel torneo Clausura 2008 gioca 5 partite. Nella Copa Chile 2008-2009 ha giocato nella formazione titolare contro il Santiago Wanderers partita persa per 1-0 nell'Estadio Regional Chiledeportes.
Dopo le dimissioni di Arturo Salah e l'arrivo di Sergio Markarián, Seymour ha avuto più continuità di gioco. La squadra concluse con la vittoria nel Torneo Apertura 2009. Poi con l'arrivo di José Basualdo, Seymour è stato spesso impiegato. Nel Clásico Universitario ha segnato un gol contro l'Universidad Católica sconfitta per 3-2 in casa.
Nel 2010 con l'arrivo dell'allenatore uruguaiano Gerardo Pelusso, diventa uno dei titolari della squadra.
In Coppa Libertadores 2010 ha segnato due gol dalla lunga distanza: una contro il Flamengo nell'Estadio Monumental David Arellano nella vittoria per 2-1 in casa, l'altro nella partita contro Alianza Lima negli ultimi minuti. Segna contro il Huachipato il 9 febbraio nell'Estadio Francisco Sánchez Rumoroso nella vittoria per 3-0 in casa, e Cobresal il 5 settembre nella 22ª giornata nell'Estadio El Cobre terminata 2-1.

#### L'approdo al Genoa
Il 7 luglio 2011 il Genoa ufficializza il suo acquisto con il deposito del contratto.
Con i Grifoni esordisce il 21 agosto 2011 in Coppa Italia in occasione della vittoria per 4-3 del Genoa contro la Nocerina.
Fa il suo debutto nel campionato italiano l'11 settembre 2011 subentrando a Kévin Constant nella partita pareggiata 2-2 contro l'Atalanta.

#### Il prestito al Catania
Dopo aver collezionato 15 presenze con i grifoni nella prima parte del campionato, il 31 gennaio 2012 passa in prestito al Catania.
Fa il suo esordio contro la Juventus il 18 febbraio 2012, partita poi persa con il risultato di 3-1. Il 21 aprile 2012 segna il suo primo gol in Serie A in Catania-Atalanta 2-0. A fine campionato, torna al Genoa.

#### Chievo
Il 23 gennaio 2013 il giocatore viene ceduto, con la formula del prestito con diritto di riscatto, al Chievo. Sceglie di indossare la maglia numero 7 e esordisce con la maglia gialloblu il 26 gennaio nella partita Lazio-Chievo (0-1), subentrando nel secondo tempo. A fine stagione, torna al Genoa.

#### Spezia
Il 2 settembre viene ceduto dal Genoa in prestito allo Spezia, formazione militante in Serie B,diventando in poco tempo uno dei giocatori preferiti dalla tifoseria per la grinta messa in campo.

#### Cruzeiro
Dopo aver fatto ritorno al Genoa, il 1º gennaio 2015 viene ceduto a titolo gratuito ai brasiliani del Cruzeiro.

#### Vasco da Gama
Il 15 agosto 2015 va in prestito al Vasco da Gama.

### Nazionale
Felipe Seymour è stato convocato per 6 volte nella Nazionale cilena, tra il 2010 e il 2012.

## Statistiche

### Presenze e reti nei club
Statistiche aggiornate al 3 settembre 2013.
| Stagione                    | Squadra                     | Campionato                  | Campionato | Campionato | Coppe nazionali | Coppe nazionali | Coppe nazionali | Coppe continentali | Coppe continentali | Coppe continentali | Altre coppe | Altre coppe | Altre coppe | Totale | Totale |
| Stagione                    | Squadra                     | Comp                        | Pres       | Reti       | Comp            | Pres            | Reti            | Comp               | Pres               | Reti               | Comp        | Pres        | Reti        | Pres   | Reti   |
| --------------------------- | --------------------------- | --------------------------- | ---------- | ---------- | --------------- | --------------- | --------------- | ------------------ | ------------------ | ------------------ | ----------- | ----------- | ----------- | ------ | ------ |
| 2006                        | Univ. de Chile              | PD                          | 2          | 0          | -               | -               | -               | -                  | -                  | -                  | -           | -           | -           | 2      | 0      |
| 2007                        | Univ. de Chile              | PD                          | 5          | 0          | -               | -               | -               | -                  | -                  | -                  | -           | -           | -           | 5      | 0      |
| 2008                        | Univ. de Chile              | PD                          | 5          | 0          | -               | -               | -               | -                  | -                  | -                  | -           | -           | -           | 5      | 0      |
| 2009                        | Univ. de Chile              | PD                          | 32         | 1          | -               | -               | -               | CS+CL              | 6+9                | 0+0                | -           | -           | -           | 47     | 1      |
| 2010                        | Univ. de Chile              | PD                          | 27         | 1          | -               | -               | -               | CL                 | 12                 | 2                  | L           | 2           | 0           | 41     | 3      |
| 2011                        | Univ. de Chile              | PD                          | 14+6       | 0+0        | -               | -               | -               | CS                 | 2                  | 0                  | -           | -           | -           | 22     | 0      |
| Totale Universidad de Chile | Totale Universidad de Chile | Totale Universidad de Chile | 85+6       | 2+0        |                 |                 |                 |                    | 29                 | 2                  |             | 2           | 0           | 122    | 4      |
| 2011-gen.2012               | Genoa                       | A                           | 12         | 0          | CI              | 3               | 0               | -                  | -                  | -                  | -           | -           | -           | 15     | 0      |
| gen.-giu.2012               | Catania                     | A                           | 13         | 1          | CI              | -               | -               | -                  | -                  | -                  | -           | -           | -           | 13     | 1      |
| 2012-gen.2013               | Genoa                       | A                           | 15         | 0          | CI              | 1               | 0               | -                  | -                  | -                  | -           | -           | -           | 16     | 0      |
| Totale Genoa                | Totale Genoa                | Totale Genoa                | 27         | 0          |                 | 4               | 0               |                    |                    |                    |             |             |             | 31     | 0      |
| gen.-giu.2013               | ChievoVerona                | A                           | 7          | 0          | CI              | -               | -               | -                  | -                  | -                  | -           | -           | -           | 7      | 0      |
| 2013-2014                   | Spezia                      | B                           | 30         | 1          | CI              | 0               | 0               | -                  | -                  | -                  | -           | -           | -           | 20     | 1      |
| Totale carriera             | Totale carriera             | Totale carriera             | 152+6      | 4+0        |                 | 4               | 0               |                    | 29                 | 2                  |             | 2           | 0           | 193    | 6      |

### Cronologia presenze e reti in Nazionale
| Cronologia completa delle presenze e delle reti in nazionale ― Cile | Cronologia completa delle presenze e delle reti in nazionale ― Cile | Cronologia completa delle presenze e delle reti in nazionale ― Cile | Cronologia completa delle presenze e delle reti in nazionale ― Cile | Cronologia completa delle presenze e delle reti in nazionale ― Cile | Cronologia completa delle presenze e delle reti in nazionale ― Cile | Cronologia completa delle presenze e delle reti in nazionale ― Cile | Cronologia completa delle presenze e delle reti in nazionale ― Cile |
| Data                                                                | Città                                                               | In casa                                                             | Risultato                                                           | Ospiti                                                              | Competizione                                                        | Reti                                                                | Note                                                                |
| ------------------------------------------------------------------- | ------------------------------------------------------------------- | ------------------------------------------------------------------- | ------------------------------------------------------------------- | ------------------------------------------------------------------- | ------------------------------------------------------------------- | ------------------------------------------------------------------- | ------------------------------------------------------------------- |
| 31-3-2010                                                           | Santiago del Cile                                                   | Cile                                                                | 0 – 0                                                               | Venezuela                                                           | Amichevole                                                          | -                                                                   |                                                                     |
| 22-1-2011                                                           | Carson                                                              | Stati Uniti                                                         | 1 – 1                                                               | Cile                                                                | Amichevole                                                          | -                                                                   | 46’                                                                 |
| 10-8-2011                                                           | Montpellier                                                         | Francia                                                             | 1 – 1                                                               | Cile                                                                | Amichevole                                                          | -                                                                   | 46’                                                                 |
| 2-9-2011                                                            | San Gallo                                                           | Spagna                                                              | 3 – 2                                                               | Cile                                                                | Amichevole                                                          | -                                                                   | 58’                                                                 |
| 4-9-2011                                                            | Barcellona                                                          | Messico                                                             | 1 – 0                                                               | Cile                                                                | Amichevole                                                          | -                                                                   | 64’                                                                 |
| 12-10-2012                                                          | Quito                                                               | Ecuador                                                             | 3 – 1                                                               | Cile                                                                | Qual. Mondiali 2014                                                 | -                                                                   | 68’                                                                 |
| Totale                                                              |                                                                     | Presenze                                                            | 6                                                                   |                                                                     | Reti                                                                | 0                                                                   |                                                                     |

## Palmarès

### Club

#### Competizioni nazionali
- Campionato di Apertura: 2

Universidad de Chile: 2009, 2011